# Seianus
Lucius Aelius Seianus (20 př. n. l. – 18. října 31 Řím) byl velitel pretoriánské gardy a na krátký čas druhý nejmocnější muž Říma.
Seianus sloužil v pretoriánské gardě už za vlády císaře Augusta, ale teprve za vlády císaře Tiberia začala jeho „hvězdná kariéra“. V roce 17 se stal velitelem pretoriánské gardy. Seianus díky důvěrnému vztahu s císařem dokázal snadno získávat moc i na jeho úkor. Od roku 23, kdy se Tiberius přestěhoval se dvorem na ostrov Capri, byl Seianus „vládcem“ Říma. Uvádí se, že nechal zabít několik Tiberiových nástupců z řad julsko-klaudijské větve, dokonce se pokoušel odstranit i budoucího císaře Caligulu. Císař Tiberius proti Seianovi zasáhl až v roce 31, nechal Seiana uvěznit a následně popravit. Dle všeho neměl císař o jeho pletichaření a zločinech ani tušení a Seianovy skutečné záměry odhalil až díky informacím z rodinného kruhu.
Byl to první takto mocný velitel pretoriánské gardy, která se od této chvíle stala skutečnou hrozbou pro každého nového císaře. Nutno dodat, že ač se Seianovi nepovedlo stát se císařem (pokud to byl jeho skutečný záměr), několika pozdějším prefektům pretoriánské gardy se to skutečně podařilo.